# Diga di Beni M'Tir
La diga di Beni M'Tir o diga di Beni Metir (in arabo سد بني مطير‎?) è una diga tunisina completata nel 1953 sullo Oued Ellil. Prende il nome dal villaggio che la sovrasta.
La diga, progettata dall'ingegnere svizzero Alfred Stucky, è alta 78 m e si compone di tre parti: una parte centrale a gravità con 20 contrafforti, un'ala destra a gravità ed un'ala sinistra in pietrame.
La superficie massima del bacino è di 350 ettari, con una capacità totale di 73 milioni di m³ (mediamente l'invaso contiene 53 milioni di m³ ).
Inizialmente il bacino di Beni M'Tir approvvigionava di acqua potabile la regione di Tunisi, mentre ora serve il governatorato di Jendouba, Beja e le regioni a nord di Tunisi. Serve anche per l'irrigazione della bassa valle della Medjerda e alimenta una centrale idroelettrica a Fernana.